# Cristian Rivero Sabater
Cristian Rivero Sabater (Gandía, Valencia, 21 de marzo de 1998) es un futbolista español que juega en la posición de portero en el Valencia C. F. de la Primera División de España.

## Trayectoria

### Inicios
Dio sus primeros pasos en el mundo del fútbol en la U. D. Portuarios Disarp, del Grao de Gandía hasta que en 2007, con 9 años, pasó a formar parte de los alevines de la Academia del Valencia Club de Fútbol. Empezó a pasar por todas las categorías de la academia hasta que en 2017 le llegó su debut con el equipo filial, el Valencia Mestalla.

### Valencia Mestalla
Debutó como portero del Valencia Mestalla con 19 años, el 20 de agosto de 2017, en la 1.ª jornada de la temporada 2017-18 en Segunda División B. Fue frente al Deportivo Aragón en la Ciudad Deportiva del Real Zaragoza a las órdenes del nuevo técnico Lubo Penev y se convirtió en el portero titular durante toda la temporada, incluso también para el siguiente técnico, Miguel Grau. 
El 3 de enero de 2018 se estrenó en una convocatoria con el primer equipo de Marcelino García Toral para suplir la baja de Neto en la ida de los octavos de final de la Copa del Rey frente a la U. D. Las Palmas, pero no llegó a debutar.
Siguió como portero indiscutible en el equipo filial tanto esa temporada como la 2018-19 mientras el técnico Marcelino lo convocaba para el primer equipo cuando había alguna baja en la portería, como ocurrió en marzo y abril de 2019 en cuatro encuentros frente a Getafe C. F., Sevilla F. C., Levante U. D. y Real Betis Balompié, pero sin llegar a debutar. Fue suplente además en los dos partidos de la eliminatoria de cuartos de final de la Liga Europa frente al Villarreal C. F.
La 2019-20 siguió como principal portero del Valencia Mestalla, pero recibiendo a menudo la llamada del primer equipo de Albert Celades. Fue suplente en siete jornadas de la Liga, en dos de Copa y estrenó una convocatoria para un partido de Liga de Campeones en el Johan Cruyff ArenA frente al Ajax de Ámsterdam el 10 de diciembre de 2019.

### Valencia C. F.
Hizo la pretemporada 2020-21 con el Valencia Club de Fútbol a las órdenes del nuevo técnico Javi Gracia, y la lesión de Jasper Cillessen le hizo ir convocado ya en la 1.ª jornada frente al Levante U. D. en Mestalla. El club tomó la decisión de darle una ficha en el primer equipo con el dorsal 25, aunque todavía no había debutado oficialmente con el equipo pero contaba con magníficas referencias del entrenador de porteros José Manuel Ochotorena. Siguió entrando en las convocatorias cuando el portero neerlandés se lesionó nuevamente, pero el titular era Jaume Doménech. 
Fue el 16 de diciembre de 2020 cuando por fin hizo su debut oficial en el estadio Olímpico de Terrassa siendo titular frente al Terrassa F. C. en la primera ronda de la Copa del Rey. El partido resultó casi dramático para el Valencia al adelantarse 2-0 el equipo de Tercera División, pero la actuación de Cristian evitó males mayores y finalmente el equipo terminó remontando 2-4 en la prórroga. Repitió titularidad en las siguientes eliminatorias frente al Yeclano Deportivo, la A. D. Alcorcón y el Sevilla F. C. Terminó la temporada sin debutar en el campeonato liguero, siendo el tercer portero, y habiendo participado solo en los cuatro partidos de Copa. A pesar de ello amplió su contrato dos temporadas más al finalizar la temporada, hasta 2024.
Precisamente a uno de esos equipos a los que se enfrentó, la Agrupación Deportiva Alcorcón, fue cedido el 28 de enero de 2022 hasta final de temporada.
Hizo su debut en Primera División el 5 de mayo de 2024 contra el Deportivo Alavés en Mestalla. Reemplazó en el minuto 34’ a Jaume Doménech por lesión y portó el brazalete de capitán por antigüedad en el club. El siguiente mes de julio renovó hasta 2026 y fue prestado al Albacete Balompié para que compitiera en Segunda División durante la temporada 2024-25.